# 신공 (연호)
신공(神功, 697년 9월 ~ 윤 10월)는 무주(武周) 성신제(聖神帝) 측천무후(則天武后) 무조(武曌)의 아홉번째 연호이다. 약 3개월 동안 사용하였다. 

## 개원
- 만세통천(萬歲通天) 2년 9월 9일[1](697년 9월 29일)에 연호를 신공(神功)으로 개원함.[2][3][4][5][6]

- 신공(神功) 2년 정월(正月) 1일[7](697년 12월 20일)에 연호를 성력(聖曆)으로 개원함.[2][3][4][5]

## 연대 대조표
| 신공 | 서기(西紀)                 | 간지(干支) |
| 원년 | 696년 11월 ~ 697년 윤 10월 | 정유(丁酉) |

## 삭일(1일)
| 신공 원년 (697년) | 삭일 (음력) | 율리우스력      |
| 정월 (11월)       | 기해 (己亥) | 696년 11월 30일 |
| 납월 (12월)       | 기사 (己巳) | 12월 30일       |
| 1월               | 무술 (戊戌) | 697년 1월 28일  |
| 2월               | 무진 (戊辰) | 2월 27일        |
| 3월               | 정유 (丁酉) | 3월 28일        |
| 4월               | 병인 (丙寅) | 4월 26일        |
| 5월               | 병신 (丙申) | 5월 26일        |
| 6월               | 을축 (乙丑) | 6월 24일        |
| 7월               | 을미 (乙未) | 7월 24일        |
| 8월               | 갑자 (甲子) | 8월 22일        |
| 9월               | 갑오 (甲午) | 9월 21일        |
| 10월              | 갑자 (甲子) | 10월 21일       |
| 윤10월            | 갑오 (甲午) | 11월 20일       |

## 같이 보기
- 중국의 연호 목록